# ジェスパー・ジェイダー
ジェスパー・ジェイダー（Jesper Tjäder、1994年5月22日 - ）は、スウェーデンエステルスンド出身のフリースキーヤー。2014年1月にアメリカのブリッケンリッジで開催されたFIS World Cupではスロープスタイル種目で2位、スイスのグシュタード大会でも2位、3月にスイスのシルヴァプラーナで開催された大会では1位を獲得した。Winter X Gamesのビッグエアー種目では2015年に決勝まで進み5位。
、スロープスタイルでは11位。ソチオリンピックではスウェーデン代表としてスロープスタイル種目に出場し24位の成績を残している。

## 生い立ち
スウェーデンのエステルスンド出身。4歳の時にスキーを始める。

## 戦歴
2015年9月に開催されたToyota One Hit Wonder Big Airではシルバーメダル。

## スポンサー
- GoPro
- Head
- Red Bull